# Olmo al Brembo
Olmo al Brembo – miejscowość i gmina we Włoszech, w regionie Lombardia, w prowincji Bergamo.
Według danych na styczeń 2009 gminę zamieszkiwało 521 osób przy gęstości zaludnienia 66,9 os./1 km².